# Daniel (patriarcha bulharský)
Daniel (světským jménem: Atanas Trendafilovič Nikolov; * 2. března 1972, Smoljan) je bulharský duchovní Bulharské pravoslavné církve, biskup a patriarcha bulharský.

## Život
Narodil se 2. března 1972 ve Smoljanu.
Po absolvování střední školy absolvoval vojenskou službu.
Roku 1996 nastoupil na Sofijskou univerzitu. Zde studoval anglickou filologii, ale v následujícím roce přešel na fakultu teologie.
Roku 1997 se stal poslušníkem monastýru svatého Jiří poblíž města Chadžidimovo. Dne 7. srpna 1999 byl postřižen na monacha s mnišským jménem Daniel. Následující den byl rukopoložen na hierodiakona.
Dne 21. července 2004 byl poslán do Roženského monastýru. Dne 27. listopadu byl rukopoložen na jeromonacha. Dne 1. června 2006 byl povýšen na archimandritu.
Dne 20. ledna 2008 byl rukopoložen na biskupa draguvitského a vikáře nevrokopské eparchie. Současně se stal představeným Roženského monastýru. Světiteli byli patriarcha bulharský Maxim, metropolita slivenský Joanikij (Nedelčev), metropolita vidinský Dometian (Topuzliev), metropolita verněnský a velikopreslavský Kiril (Kovačev), metropolita velikotarnovský Grigorij (Stefanov), metropolita rusenský Neofit (Dimitrov), metropolita nevrokopský Natanail (Kalajdžiev), metropolita lovčanský Gavriil (Dinev), biskup adrianopolský Evlogij (Stamboldžiev), biskup stobijský Naum (Dimitrov), biskup devolský Teodosij (Kupičkov), biskup marcianopolský Konstantin (Petrov) a biskup znepolský Joan (Ivanov).
Dne 15. června 2010 se stal vikářem eparchie USA, Kanady a Austrálie.
Dne 4. února 2018 byl ustanoven metropolitu vidinským.
V prosinci 2018 odsoudil Sjednocující sněm ukrajinských pravoslavných církví, označil ho za nekanonický a jednání patriarchy Bartoloměje považuje za porušení hranic jurisdikce Moskevského patriarchátu.
Dne 30. června 2024 byl 69 hlasy ze 138 zvolen patriarchou bulharským. Stejného dne proběhla v katedrálním chrámu svatého Alexandra Něvského jeho slavnostní intronizace, které se zúčastnil např. konstantinopolský patriarcha Bartoloměj či metropolita chersonésoský a exarcha Západní Evropy Nestor (Sirotěnko).